# Эд-Дайд
Эд-Дайд, также Дайд (араб. الذيد‎) — город в эмирате Шарджа. Расположен в 60 км к востоку от города Шарджа, в плодородном оазисе. Сельскохозяйственный центр, основной поставщик фруктов и овощей для эмирата. Связан со столицей шоссе E88.
В прошлом занимал стратегически важное место на перекрёстке торговых караванных маршрутов между побережьем Персидского залива на западе и побережьем Оманского залива на востоке. В центре города — остатки крепости, построенной во второй половине XVIII века.
Город представляет футбольный клуб «Эд-Дайд» , который выступает в Первом дивизионе.

## Достопримечательности
Джебель-Милейха расположен примерно в 20 км (12 миль) к югу от Даида, является местом раскопок «Природных ископаемых». В настоящее время здесь находится археологический центр Млейха, в котором представлены важные археологические находки этого района, датируемые 125 000 годами, начиная с эпохи Умм-аль-Нар и заканчивая поздним эллинистическим периодом, включая монеты 2-го века до нашей эры.